# 712

## Události
- Arabové dobyli Sevillu a pronikli dále na Pyrenejský poloostrov

## Narození
- Tu Fu – čínský básník a humanista

## Hlavy států
- Papež – Konstantin (708–715)
- Byzantská říše – Filippikos Bardanes
- Franská říše – Dagobert III. (711–715)
  - Austrasie – Pipin II. (majordomus) (679–714)
- Anglie
  - Wessex – Ine
  - Essex – Saelred
  - Kent – Withred
- První bulharská říše – Tervel